# Jan Aas
Jan Aas (Fredrikstad, 14 gennaio 1944 – Fredrikstad, 30 maggio 2016) è stato un calciatore e allenatore di calcio norvegese.

## Carriera

### Giocatore

#### Club
Aas cominciò la carriera con la maglia del Fredrikstad. Con questa maglia, vinse due edizioni della Norgesmesterskapet: 1961 e 1966. Nel 1969, andò a giocare in Svezia. Dal 1971 al 1972, invece, vestì la maglia del Sarpsborg. Tornò poi al Fredrikstad, dove rimase fino al 1978.

#### Nazionale
Conta 3 presenze per la Norvegia, con cui esordì il 26 agosto 1962, nella vittoria per 2-1 sulla Finlandia.

### Allenatore
Nel 1984, fu allenatore del Fredrikstad. Nel giugno dello stesso anno, però, fu esonerato e sostituito da Per Mosgaard.

## Statistiche

### Cronologia presenze e reti in Nazionale
| Cronologia completa delle presenze e delle reti in nazionale ― Norvegia | Cronologia completa delle presenze e delle reti in nazionale ― Norvegia | Cronologia completa delle presenze e delle reti in nazionale ― Norvegia | Cronologia completa delle presenze e delle reti in nazionale ― Norvegia | Cronologia completa delle presenze e delle reti in nazionale ― Norvegia | Cronologia completa delle presenze e delle reti in nazionale ― Norvegia | Cronologia completa delle presenze e delle reti in nazionale ― Norvegia | Cronologia completa delle presenze e delle reti in nazionale ― Norvegia |
| Data                                                                    | Città                                                                   | In casa                                                                 | Risultato                                                               | Ospiti                                                                  | Competizione                                                            | Reti                                                                    | Note                                                                    |
| ----------------------------------------------------------------------- | ----------------------------------------------------------------------- | ----------------------------------------------------------------------- | ----------------------------------------------------------------------- | ----------------------------------------------------------------------- | ----------------------------------------------------------------------- | ----------------------------------------------------------------------- | ----------------------------------------------------------------------- |
| 26-8-1962                                                               | Bergen                                                                  | Norvegia                                                                | 2 – 1                                                                   | Finlandia                                                               | Nordisk Mesterskap 1960-1963                                            | -                                                                       |                                                                         |
| 17-9-1972                                                               | Oslo                                                                    | Norvegia                                                                | 1 – 3                                                                   | Svezia                                                                  | Nordisk Mesterskap 1972-1977                                            | -                                                                       | 46’                                                                     |
| 4-10-1972                                                               | Oslo                                                                    | Norvegia                                                                | 0 – 2                                                                   | Belgio                                                                  | Qual. Mondiali 1974                                                     | -                                                                       | 46’                                                                     |
| Totale                                                                  |                                                                         | Presenze                                                                | 3                                                                       |                                                                         | Reti                                                                    | 0                                                                       |                                                                         |

## Palmarès

### Giocatore

#### Club

##### Competizioni nazionali
- Norgesmesterskapet: 2

Fredrikstad: 1961, 1966